# Kittitas County
Kittitas County ist ein County im US-Bundesstaat Washington. Das U.S. Census Bureau hat bei der Volkszählung 2020 eine Einwohnerzahl von 44.337 ermittelt. Der Sitz der Countyverwaltung (County Seat) befindet sich in Ellensburg.

## Geographie
Das County hat eine Fläche von 6043 Quadratkilometern; davon sind 93 Quadratkilometer (1,54 Prozent) Wasserfläche.

## Geschichte
Das Kittitas County wurde am 24. November 1883 gebildet. Es gibt verschiedene Interpretationen des Namens, der aus der Sprache der Yakama stammt. Nach einer Quelle soll es „nahezu alles von weißem Kalkstein über Schiefer-Gestein und einer Schar Leute bis zu Land des Überflusses bedeuten. Die meisten Anthropologen und Historiker räumen ein, dass jede dieser Interpretationen davon abhängt, in welchem Dialekt gesprochen wird.“

## Demografische Daten

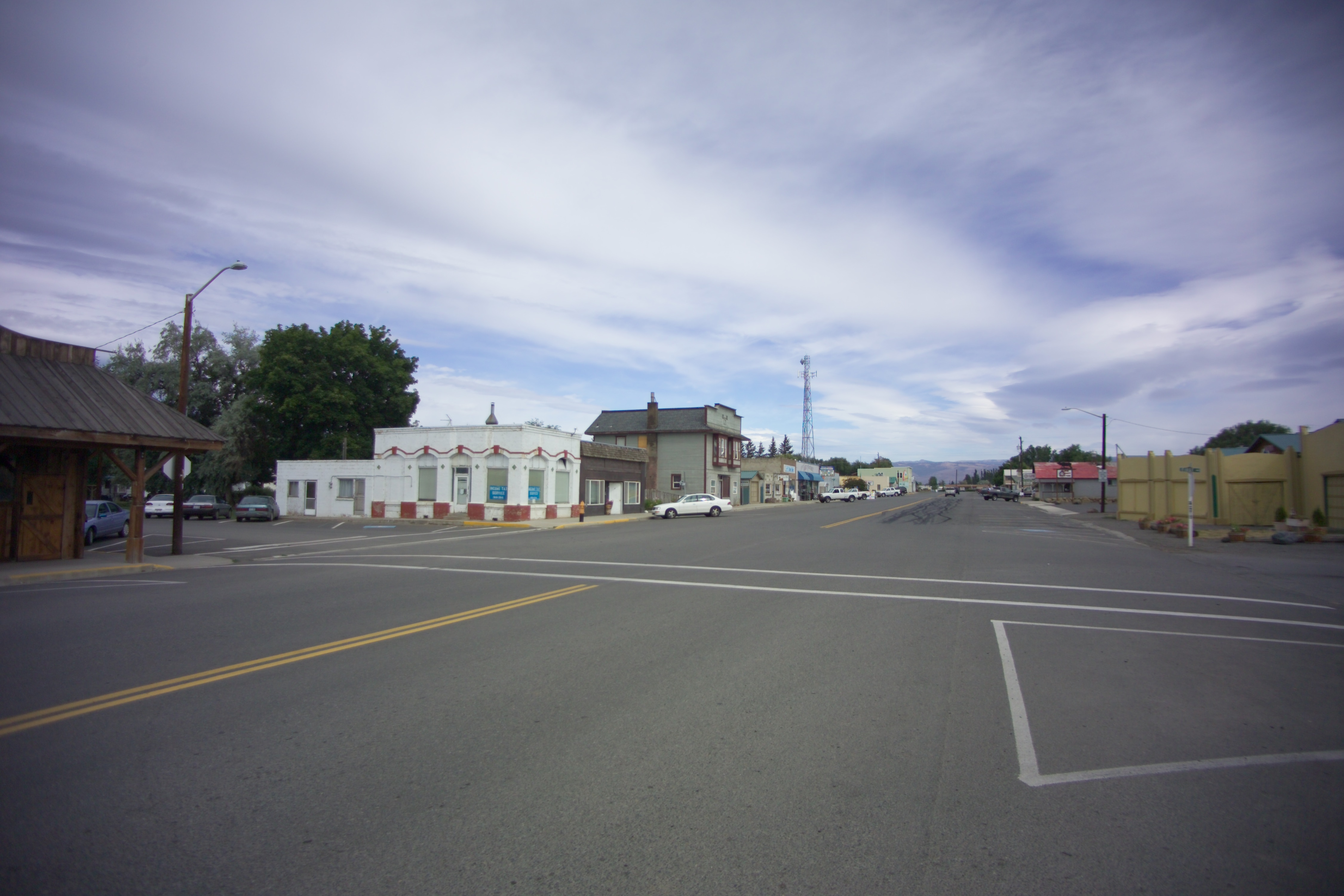
Kittitas, Kittitas County

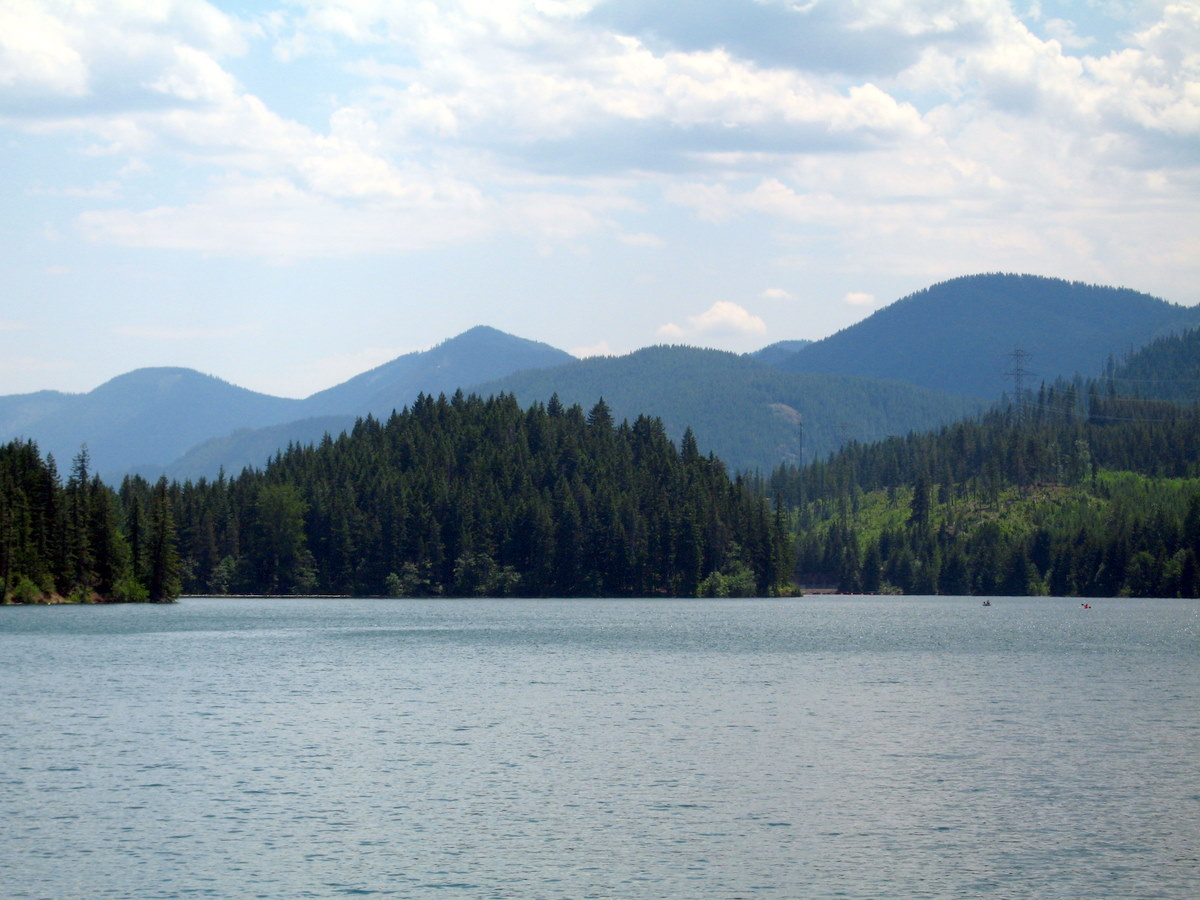
Der Cle Elum Lake

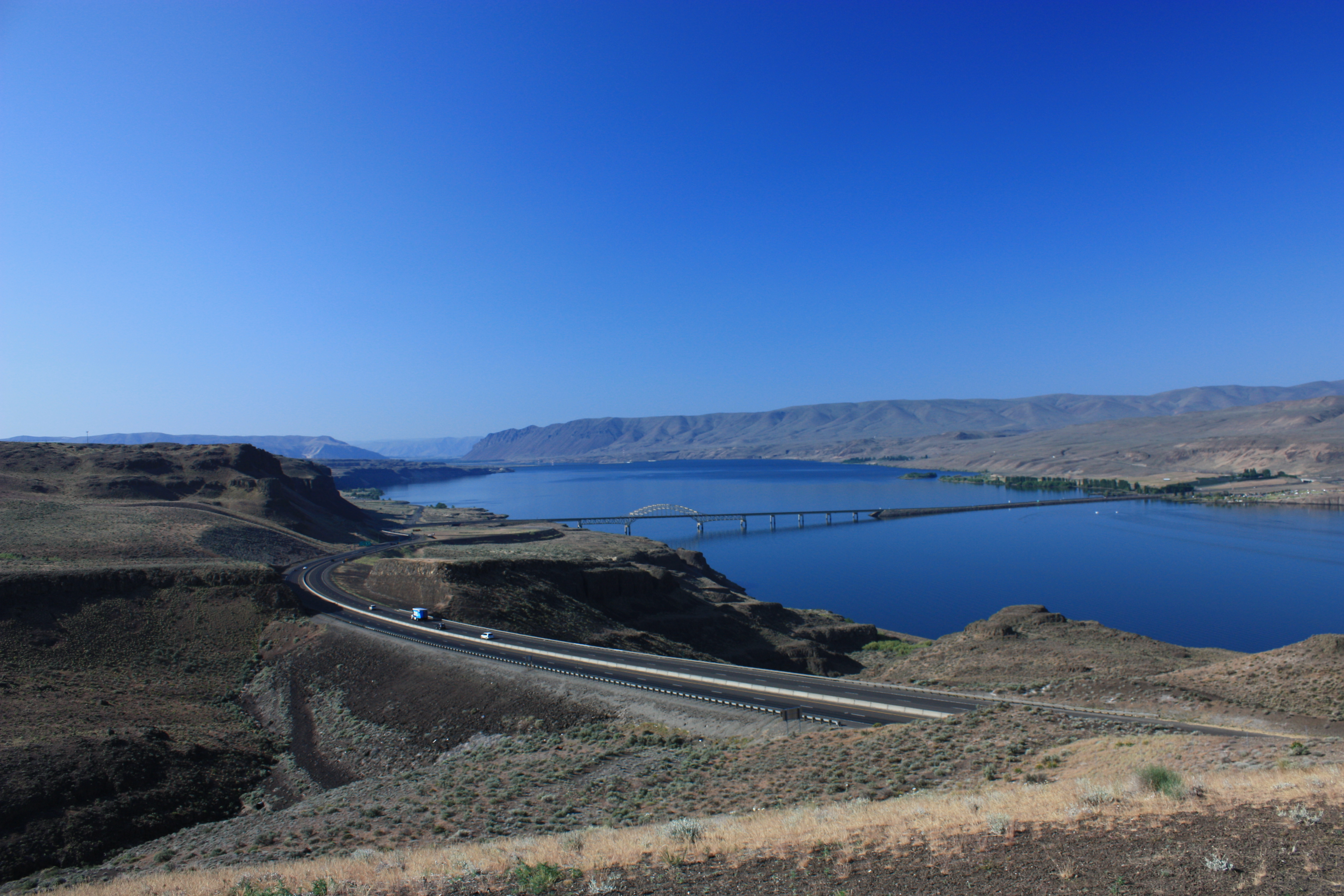
Die Vantage Bridge führt die Interstate 90 über den Columbia River

Nach der Volkszählung im Jahr 2000 lebten im County 33.362 Menschen. Es gab 13.382 Haushalte und 778.832 Familien. Die Bevölkerungsdichte betrug 6 Einwohner pro Quadratkilometer. Ethnisch betrachtet setzte sich die Bevölkerung zusammen aus 91,77 % Weißen, 0,71 % Afroamerikanern, 0,91 % amerikanischen Ureinwohnern, 2,19 % Asiaten, 0,15 % Bewohnern aus dem pazifischen Inselraum und 2,30 % aus anderen ethnischen Gruppen; 1,97 % stammten von zwei oder mehr ethnischen Gruppen ab. 5,00 % der Bevölkerung waren spanischer oder lateinamerikanischer Abstammung.
Von den 13.382 Haushalten hatten 26,20 % Kinder und Jugendliche unter 18 Jahre, die bei ihnen lebten. 47,80 % waren verheiratete, zusammenlebende Paare, 7,20 % waren allein erziehende Mütter. 41,80 % waren keine Familien. 28,40 % waren Singlehaushalte und in 8,60 % lebten Menschen im Alter von 65 Jahren oder darüber. Die Durchschnittshaushaltsgröße betrug 2,33 und die durchschnittliche Familiengröße lag bei 2,90 Personen.
Auf das gesamte County bezogen setzte sich die Bevölkerung zusammen aus 20,60 % Einwohnern unter 18 Jahren, 21,60 % zwischen 18 und 24 Jahren, 24,60 % zwischen 25 und 44 Jahren, 21,60 % zwischen 45 und 64 Jahren und 11,60 % waren 65 Jahre alt oder darüber. Das Durchschnittsalter betrug 31 Jahre. Auf 100 weibliche Personen kamen 98,70 männliche Personen, auf 100 Frauen im Alter ab 18 Jahren kamen statistisch 97,20 Männer.

Das jährliche Durchschnittseinkommen eines Haushalts betrug 32.546 USD, das Durchschnittseinkommen der Familien betrug 46.057 USD. Männer hatten ein Durchschnittseinkommen von 36.257 USD, Frauen 25.640 USD. Das Prokopfeinkommen betrug 18.928 USD. 19,60 % der Bevölkerung und 10,50 % der Familien lebten unterhalb der Armutsgrenze. 15,60 % davon waren unter 18 Jahre und 8,20 % waren 65 Jahre oder älter.